# Rachel Pickup
Rachel Pickup (* 15. Juli 1973 in London) ist eine britische Schauspielerin.

## Leben und Karriere
Rachel Pickup wurde 1973 in London als eines von zwei Kindern des Schauspielerehepaares Ronald Pickup und Lans Traverse geboren. Ihr Bruder Simon Pickup ist ebenfalls Schauspieler. Sie bekam eine Stelle am National Youth Theatre und vervollständigte ihre Schauspielausbildung an der Royal Academy of Dramatic Art (RADA) in London.
Noch vor ihrem Abschluss an der RADA bekam Rachel Pickup 1996 in der BBC-Miniserie No Bananas eine Hauptrolle angeboten. Im deutschsprachigen Raum wurde sie durch die 2001 erschienenen Filmbiografie Victoria & Albert bekannt, in der sie Lady Henrietta Standish verkörperte. 2008 spielte sie zusammen mit ihrem Vater in einer Folge der im ZDF ausgestrahlten Krimiserie Inspector Barnaby mit. Weitere Auftritte folgten, vor allem in Fernsehserien.
Rachel Pickup hatte als Theaterschauspielerin unter anderem Engagements am Rose Theatre in Kingston und am Lyric Theatre in Hammersmith. Für ihre Darbietung in dem am Royal Exchange Theatre in Manchester aufgeführten Bühnenstück Time and the Conways wurde Rachel Pickup mit dem MEN Best Supporting Actress Award ausgezeichnet. Am Londoner Old Vic Theatre gab sie die Cordelia in William Shakespeares König Lear und die Ophelia in Hamlet, für die sie mit dem Bank of Scotland Herald Angel award ausgezeichnet wurde.

## Filmografie (Auswahl)
- 1994: Soldier Soldier (Fernsehserie,  1 Folge)
- 1996: No Bananas (Fernsehserie, 15 Folgen)
- 1998: Basils Liebe
- 2000–2013: Doctors (Fernsehserie, 4 Folgen)
- 2001: Relic Hunter – Die Schatzjägerin (Relic Hunter, Fernsehserie, 1 Folge)
- 2001: Victoria & Albert
- 2004: Holby City (Fernsehserie, 1 Folge)
- 2008: Inspector Barnaby (Midsomer Murders, Fernsehserie, 1 Folge)
- 2015: Chronic
- 2016: The Merchant of Venice
- 2017: Wonder Woman
- 2018: Dietland (Fernsehserie, 1 Folge)
- 2018–2019: Madam Secretary (Fernsehserie, 2 Folgen)
- 2019: Grantchester (Fernsehserie, 1 Folge)